# ラスト・エスコート
『ラスト・エスコート』は、ディースリー・パブリッシャーから発売されているPlayStation 2用ホスト恋愛シミュレーションゲームシリーズ。
第1作目の『ラスト・エスコート 〜深夜の黒蝶物語〜』が2006年1月26日に、ファンディスク『ラスト・エスコート 〜黒蝶スペシャルナイト〜』が同年7月27日に発売された。また、続編である『ラスト・エスコート2 〜深夜の甘い棘〜』が2008年2月21日に発売された。

## ラスト・エスコート

### 物語
主人公・作上明里は高校を卒業してからぶらぶらと過ごしていた。しかしある日、親に「結婚する気がないならアルバイトをしろ」と言われアルバイトをすることにした。アルバイトを探しに街へ出た明里は、高校時代の同級生の樫宮祐一朗らしき人物が派手な女性と歩いているところを目撃する。その日は見失ってしまったが、後日再び彼の姿を見かけた。そして、彼を追いかけてたどり着いた先は明里の親が経営している閉店予定のホストクラブ「ゴージャス」であった。

### 登場人物
作上 明里（さがみ あかり）※名前変更可能（デフォルト名を入力すると、名前をボイス付で呼ばれる）
声：きっかわ佳代
主人公。20歳。大学に行かず家でニート状態なため、家族に心配されている。偶然から父が経営を担当しているホストクラブ「ゴージャス」を知り、アルバイトをしつつ始め通い始める。消極的な性格。
カズマ
声：置鮎龍太郎
ゴージャスのホストだが、シニカルで現実的・ビジネスライクな接客態度をしている。金を稼ぐためホストをしているようだが、その用途は不明。主人公とは小学校の同級生。
鷹見 彬（たかみ あきら）
声：三木眞一郎
春からゴージャスに入店した。自信家でわが道を行く人物。実家はかなり裕福なお坊ちゃま。
臣 万里（おみ まさと）
声：杉田智和
ゴージャスではけっこう古株。明るい性格のでホストらしいホスト。他に本業があるらしい。
チヒロ
声：檜山修之
春からゴージャスに入店した。下戸なうえに無口でホストには不向きなタイプ。
九神 炎樹（くがみ えんじゅ）
声：高橋広樹
番組の企画で体験ホストをしている人気芸能人。番組の影響でゴージャスが騒がしくなったため、明里にあまり好かれていない。
越乃雪 悟（こしのゆき さとる）
声：石川英郎
カフェ「ギャレット」のマスター。薫・明里とは共通の知り合いで、万里とも交友がある。忘れられない女性がいるらしい。
水無月 当麻（みなづき とうま）
声：川本克彦
ゴージャスの店長。明里とは以前からの知り合いで、明里の父には頭があがらない。
作上 和希（さがみ かずき）
声：佐渡貴之
明里の弟。頼りない姉を心配している。しっかり者の高校3年生。
今居 薫（いまい かおる）
声：小林真由子
明里の親友。さばさばした性格でよく主人公にツッコミを入れている。炎樹のファン。
西園寺 綾子（さいおんじ あやこ）
声：石津彩
ゴージャスの常連客。実家がかなりの資産家らしく、一晩で数百万の金を使い切ることもある。主人公に対して、いつも嫌味を言ってくる。

### スタッフ
- シナリオ：砂原有季
- キャラクターデザイン：結川カズノ

### 主題歌
OP曲：「おもむくままに...」
作詞・作曲：森久保祥太郎、編曲：AN’s ALL STARS
ED曲：「You are my sky, You are my ocean...」
作詞・作曲：森久保祥太郎、編曲：AN’s ALL STARS

## ラスト・エスコート2
「ラスト・エスコート」の続篇にあたるコンピュータゲーム。前作をプレイした際、チヒロでクリアしたデータがあると、チヒロのその後を描いた物語"Special Story"を楽しむことができる。

### 物語
短大を卒業し、ファッション雑誌の編集者として働く安藤芹香。ある日、お腹がすいて動けないという同じアパートの住人の玲司と出会う。その後、先輩の誘いでホストクラブ「ゴージャス」に行った芹香はそこでホストとして働く玲司と会ったことにより生活が変わる。

### 登場人物
安藤 芹香（あんどう せりか）※名前変更可能（デフォルト名を入力すると、名前をボイス付で呼ばれる）
声：無し
主人公。短大を卒業して社会人1年目。ファッション雑誌の編集者。アパート「河合荘」で一人暮らししている。料理上手。
玲司（れいじ）
声：下野紘
芹香と同じアパートに住むホスト。腹ペコでいることが多く、その上人を信じやすい。口癖は「拙者、~でござる」。時代劇が好き。
香希（こうき）
声：田中一成
横暴な性格のホスト。本業は芹香の取引先の会社員だが、社長命令により、ある目的のため不本意ながら働いている。本業では眼鏡を掛けている。
涼（りょう）
声：寺島拓篤
礼儀正しくも、場を盛り上げるのが得意なホスト。手先が器用。UFOが好きらしく、よく話のネタにする。
天祢 一星（あまね いっせい）
声：泰勇気
ゴージャス店長であるポニーテールの男性。温厚且つ人望があり、女性客からの人気も高い。
マコト
声：野島健児
わがままで子どもっぽい性格のホスト。新人で世間知らず。芹香や玲司が住む「河合荘」に越してくる。
竜崎 直夜（りゅうざき なおや）
声：伊藤健太郎
ゴージャスの人気No.1のホスト。良くも悪くも男らしく、がさつだったり俺様な一面が見える。また、好きなことには熱中するタイプである。
ヒロシ
声：高塚正也
いくつものクラブを経営する人気DJ。女性的な口調が特徴でゴージャスには客としてやってくる。面倒見が良い。普段は女性の心で生活しているらしい。
桜木 友恵（さくらぎ ともえ）
声：笠原留美
芹香の会社の上司。涼を目当てにゴージャスに通っており、芹香を強引にゴージャスに連れて行くこともある。勝ち気で仕事には厳しいが、芹香を優しく気遣う優しい面もある。
佐伯 希美（さえき のぞみ）
声：板東愛
芹香の高校時代からの親友で、現在は大学生。のんびりした性格だが。たまに厳しいひと言を放つことも。偶然出会った男性に片想いしているらしいが…
柊子（とおこ）ママ
声：西川宏美
クラブ香のママ。彼女のやさしく諭すような話し方には説得力があり、天祢の相談相手になることも多い。
ヒロシとも旧知の仲らしい。

### スタッフ
- シナリオ：横山巌・高木亜由美
- キャラクターデザイン：キリシマソウ

### 主題歌
OP曲：「Alice」
作詞：高井ウララ、作曲・編曲：上野浩司、歌：雨流剣児・一条蘭・祐之介・雫・月嶋圭吾・寿木・栄（A・G・E）
ED曲：「Again」
作詞・作曲：林浩司、編曲：秋元直也、歌：雨流剣児・一条蘭・雫・涼聖・疾風優・岬（A・G・E）

## 関連商品

### CD
- ラスト・エスコート 〜深夜の黒蝶物語〜 Original Sound Track featuring AN'S ALL STARS（2006年1月25日、KDCA-0048）
- ラスト・エスコート 〜深夜の黒蝶物語〜 ドラマCD（2006年2月22日、KDCA-0051）
- ラスト・エスコート2 〜深夜の甘い棘〜 OP&EDテーマ「Alice/Again」（2008年3月5日、KDSD-00183） - DVD付き初回限定版あり
- ラスト・エスコート2 〜深夜の甘い棘〜 オリジナルサウンドトラック Vol.1（2008年3月5日、KDSD-00183）
- ラスト・エスコート2 〜深夜の甘い棘〜 ドラマCD「愛に汚れた白薔薇達の甘い棘」（2008年3月25日、FVCG-1023）
- ラスト・エスコート2 〜深夜の甘い棘〜 オリジナルサウンドトラック Vol.2（2008年4月9日、KDSD-00195）
- ラスト・エスコート2 〜深夜の甘い棘〜 ドラマCD 〜ナゼに白薔薇? 艶街九月の夜の夢〜&キャラクターソング（2008年5月28日、KDSD-208）

### DVD
- Twinkle Date イイ汗かこうぜっ夏！（2006年10月20日）

### 書籍
- ラスト・エスコート 〜深夜の黒蝶物語〜 公式ビジュアルファンブック（2006年3月30日、ISBN 4757726775）
- ラスト・エスコート アンソロジーコミック（2006年5月1日、ISBN 4-7577-2739-9）
- ラスト・エスコート 公式アンソロジーコミック　深夜のシャンパンコール（2006年5月31日、ISBN 4-89637-234-4）
- ラスト・エスコート 〜深夜の黒蝶物語〜 コミックアンソロジー（2006年7月25日）
- ラスト・エスコート アンソロジーコミック2（2006年7月31日、ISBN 4-7577-2903-0）
- ラスト・エスコート 〜黒蝶スペシャルナイト〜 コンプリートガイド（2006年8月18日、ISBN 4757729332）
- ラスト・エスコート2 〜深夜の甘い棘〜 公式ビジュアルファンブック（2008年3月28日、ISBN 9784757741263）